# Chlamydopsis convergens
Chlamydopsis convergens är en skalbaggsart som beskrevs av Michael S. Caterino 2003. Chlamydopsis convergens ingår i släktet Chlamydopsis och familjen stumpbaggar. Inga underarter finns listade i Catalogue of Life.